# Grundarfjörður
Grundarfjörður (kiejtéseⓘ: ˈkrʏntarˌfjœrðʏr̥) önkormányzat és település Izland Nyugati régiójában.

## Története
A térség kikötőjének köszönhetően évszázadokon át fontos kereskedelmi központ volt; a legrégebbi feljegyzések a honfoglalás korából származnak. Számos bizonyítékot találtak a viking korabeli tevékenységre.
A 15. században jelentősen növekedett a kereskedelem mértéke, Grundarfjörður 1782-ben pedig mezővárosi rangot kapott, egyben a Nyugati régió székhelye lett. Kereskedői tevékenységet csak állampolgárok folytathattak. Az ország első településrendezési terve innen származik.

## Testvérváros
- Paimpol, Franciaország[1]

## Fordítás
- Ez a szócikk részben vagy egészben  a   Grundarfjörður című izlandi Wikipédia-szócikk ezen változatának fordításán alapul.  Az eredeti cikk szerkesztőit annak laptörténete sorolja fel. Ez a jelzés csupán a megfogalmazás eredetét és a szerzői jogokat jelzi, nem szolgál a cikkben szereplő információk forrásmegjelöléseként.
- Ez a szócikk részben vagy egészben  a   Grundarfjörður című angol Wikipédia-szócikk ezen változatának fordításán alapul.  Az eredeti cikk szerkesztőit annak laptörténete sorolja fel. Ez a jelzés csupán a megfogalmazás eredetét és a szerzői jogokat jelzi, nem szolgál a cikkben szereplő információk forrásmegjelöléseként.